# Nur (Vorname)
Nur (arabisch, Urdu: نور; uigurisch: نۇر) ist ein männlicher und weiblicher Vorname.

## Herkunft und Bedeutung
Der Name bedeutet im Arabischen Licht. In der islamischen Tradition ist An-Nur einer der 99 Namen von Allah.
Varianten sind Noor, Noora, Nora, Norah, Nour, Noura, Nura (arabisch), Noor (Urdu) und Nor (malaiisch).

## Namensträger
- Nur ad-Din (1118–1174), syrischer Herrscher
- Nurbanu, Lieblingsfrau von Selim II.
- Nur Devlet († 1503), zweiter Sohn von Hacı I. Giray
- Nur Jahan, Gattin des Großmoguls Jahangir
- Nur ibn Mudschahid (16. Jh.), äthiopischer Herrscher in Harar
- Nur Misuari (* 1939), philippinischer Politiker
- Nur Muhammad Taraki (1917–1979), afghanischer Politiker
- Nūr von Jordanien (* 1951), Frau von König Hussein I. (Jordanien)
- Nur Yazar (* 1982), türkische Schauspielerin